# 米凯莱·保卢奇
米凯莱·保卢奇（Michele Paolucci，1986年2月6日—）是一位意大利足球运动员，司职前锋，效力意大利尤文图斯，与錫耶納共有。
保卢奇脚步灵活、头脑清晰，是近年来意大利涌现的又一锋线新星。

## 职业生涯

### 俱乐部
(Michele Paolucci）职业生涯开始于尤文图斯俱乐部。
2004-06年，保卢奇在尤文图斯青年队效力。
2006-07年，为获得联赛经验，保卢奇加盟阿斯科利，在联赛前半程，并没有得到太多机会，而他从第18轮联赛开始，四轮打进四球，在第21轮联赛中，保卢奇在最后五分钟打入两球，帮助阿斯科利逆转。 （页面存档备份，存于）之后便在俱乐部迅速坐稳主力，保卢奇共参加32场联赛，打进6球，意大利杯一场比赛梅开二度。
2007年，乌迪内斯购买保卢奇一半所有权。
保卢奇在意甲联赛第一个赛季发挥优异，得到了前国家队主教练里皮的赞赏，称他为“本赛季最大的惊喜”，而他也得到了曼联的青睐。
 （页面存档备份，存于）

### 國家隊
2006年12月，保卢奇在对阵卢森堡的比赛中完成了意大利U-21足球队的处子秀。